# Battalion Wars
Battalion Wars (突撃!!ファミコンウォーズ Totsugeki! Famicom Wars) er et RTS (Real-Time Strategy) spil til konsollen GameCube.
Det blev udgivet i Europa den 10. december 2005.